# Alexsandro
Alexsandro Victor de Souza Ribeiro (Duque de Caxias, 9 de agosto de 1999), mais conhecido como Alexsandro ou Alex Ribeiro, é um futebolista brasileiro que atua como zagueiro. Atualmente defende o Lille, clube da Ligue 1.

## Infância
Nascido na comunidade do Dique II, em Duque de Caxias, Alexsandro lutava para ter o que comer. A "Rampa" era um dos grandes símbolos do lixão de Jardim Gramacho, em Duque de Caxias, cidade localizada na Baixada Fluminense, ao lado do Rio de Janeiro. O lugar fez parte da vida de Alexsandro por muitos anos. Era lá que a mãe vendia objetos para ganhar dinheiro e sustentar os cinco filhos. Foi também na "Rampa" que Alex ganhou algumas roupas.

## Carreira

### Início
Alexsandro começou sua carreira no Praiense, time da Liga 3. Em 2021, Alexsandro assinou com o Chaves, time da Segunda Liga, onde atuou em 34 partidas, marcando 3 gols, ajudando o clube a conquistar o acesso para a Primeira Liga.

### Lille
Em 2 de julho de 2022, o Lille anunciou a contratação de Alexsandro. O zagueiro brasileiro assinou um contrato válido por quatro temporadas com o clube francês.

## Carreira internacional
Em 26 de maio de 2025, Alexsandro foi convocado por Carlo Ancelotti para a Seleção Brasileira pela primeira vez na carreira. Alexsandro fez sua estreia com a Amarelinha no dia 5 de junho de 2025, iniciando como titular e jogando os 90 minutos no empate em 0 a 0 contra o Equador, em Guayaquil, em jogo válido pelas Eliminatórias da Copa do Mundo de 2026.

## Estatísticas de carreira
- Atualizado até 12 de abril de 2025[5]

| Clube        | Temporada    | Liga                   | Liga  | Liga | Copa Nacional | Copa Nacional | Copa da Liga | Copa da Liga | Continental | Continental | Outros | Outros | Total | Total |
| Clube        | Temporada    | Divisão                | Jogos | Gols | Jogos         | Gols          | Jogos        | Gols         | Jogos       | Gols        | Jogos  | Gols   | Jogos | Gols  |
| ------------ | ------------ | ---------------------- | ----- | ---- | ------------- | ------------- | ------------ | ------------ | ----------- | ----------- | ------ | ------ | ----- | ----- |
| Praiense     | 2018–19      | Campeonato de Portugal | 10    | 0    | —             | —             | —            | —            | —           | —           | —      | —      | 10    | 0     |
| Praiense     | 2019–20      | Campeonato de Portugal | 20    | 0    | 0             | 0             | —            | —            | —           | —           | —      | —      | 20    | 0     |
| Praiense     | Total        | Total                  | 30    | 0    | 0             | 0             | —            | —            | —           | —           | —      | —      | 30    | 0     |
| Amora        | 2020–21      | Campeonato de Portugal | 24    | 0    | 2             | 0             | —            | —            | —           | —           | —      | —      | 26    | 0     |
| Chaves       | 2021–22      | Liga Portugal 2        | 31    | 3    | 0             | 0             | 1            | 0            | —           | —           | 2      | 0      | 34    | 3     |
| Lille        | 2022–23      | Ligue 1                | 21    | 3    | 2             | 0             | —            | —            | —           | —           | —      | —      | 23    | 3     |
| Lille        | 2023–24      | Ligue 1                | 28    | 0    | 2             | 1             | —            | —            | 10          | 0           | —      | —      | 40    | 1     |
| Lille        | 2024–25      | Ligue 1                | 25    | 0    | 2             | 0             | —            | —            | 13          | 0           | —      | —      | 40    | 0     |
| Lille        | Total        | Total                  | 74    | 3    | 6             | 1             | —            | —            | 23          | 0           | —      | —      | 103   | 4     |
| Career total | Career total | Career total           | 159   | 6    | 8             | 1             | 1            | 0            | 23          | 0           | 2      | 0      | 193   | 7     |

1. ↑  Appearances in Promotion playoffs
2. ↑  Appearances in UEFA Europa Conference League
3. ↑  Appearances in UEFA Champions League

## Prêmios
Prêmios individuais
- Seleção da Temporada da Segunda Liga: 2021–22 [6]
- Defensor do Mês da Segunda Liga: Janeiro de 2022 [7]

## Links externos
- «Perfil de Alexsandro». em Soccerway